# ديتليلين دالاكليف
ديتليلين دالاكليف (بالبلغارية: Детелин Далаклиев)‏ (مواليد 19 فبراير 1983) هو ملاكم بلغاري، مثّل بلاده في الألعاب الأولمبية الصيفية في دورتي 2004 و2012.

## روابط خارجية
ديتليلين دالاكليف على موقع بوكس ريك (الإنجليزية) (registration required)
- ديتليلين دالاكليف على موقع اللجنة الأولمبية الدولية (الإنجليزية)
- ديتليلين دالاكليف على موقع أوليمبيديا (الإنجليزية)